# Jillian Evans

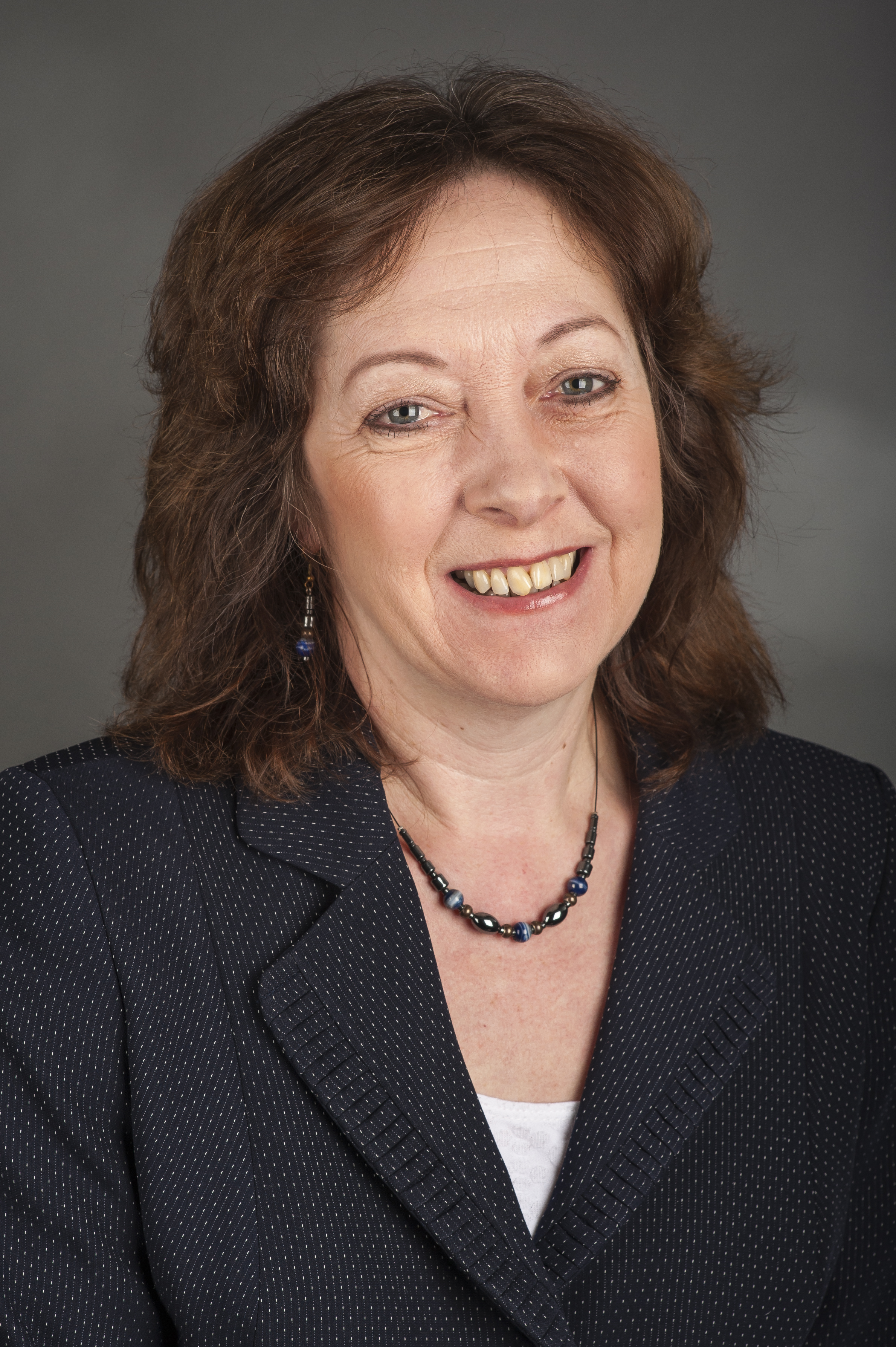
Jillian Evans 2014.

Jillian Evans (n. 8 mai 1959) este un om politic britanic, membru al Parlamentului European în perioadele 1999-2004 și 2004-2009 din partea Regatului Unit.
1. 1 2   http://www.europarl.europa.eu/meps/en/4550/Jill_EVANS.html Lipsește sau este vid: |title= (ajutor)
2. ↑  Jill Evans, SNAC, accesat în 9 octombrie 2017
3. ↑  Deputații în Parlamentul European